# Айю, Джордан
Джо́рдан Пьер Айю́ (фр. Jordan Pierre Ayew; родился 11 сентября 1991 года, Марсель, Франция) — ганский футболист, нападающий английского клуба «Лестер Сити» и национальной сборной Ганы.

## Клубная карьера
В 2006 году Джордан Айю вместе со со старшим братом Андре оказался в марсельском «Олимпике». Хорошо проявив себя на молодёжном уровне, он в 2009 году заключил с клубом трёхлетний профессиональный контракт. В декабре 2009 года испытывающий нехватку нападающих тренер «Олимпика» Дидье Дешам впервые вызвал Джордана в основной состав клуба. Айю дебютировал 16 декабря 2009 года в матче чемпионата Франции против «Лорьяна», в котором забил свой первый гол, ставший для его команды победным. В том сезоне «Олимпик» выиграл чемпионат Франции, Айю принял участие в четырёх матчах, в которых отличился одним голом.
Начиная с сезона 2010/2011 Айю стал играть за основной состав «Олимпика» регулярно, дважды становился серебряным призёром чемпионата Франции, на протяжении четырёх сезонов вместе с клубом играл в еврокубках. Летом 2012 года сообщалось об интересе к Айю со стороны английского «Рединга», который предлагал за футболиста 3,5 млн фунтов. Летом 2013 года Джордан был близок к переходу в английский «Вест Бромвич Альбион».
Сезон 2013/2014 начинался для Айю неудачно. За первую половину сезона в чемпионате Франции он забил лишь один гол в 16 матчах, в «Олимпике» играл, в основном выходя на замены. Чтобы иметь больше игровой практики и улучшить свои шансы попасть в заявку сборной на чемпионат мира, в январе 2014 года Айю согласился на переход в «Сошо» на правах аренды до конца сезона. За «Сошо» в чемпионате Франции он сыграл 17 матчей и забил 5 голов, что не помогло команде сохранить место в Лиге 1.
Летом 2014 года, после выступления Айю на чемпионате мира, интерес к приобретению футболиста, контракт которого с «Олимпиком» истекал через год, проявлял ряд европейских клубов, среди которых назывались лионский «Олимпик», «Лилль», «Ницца», «Сент-Этьен» и немецкий «Шальке 04». 28 июля 2014 года Айю перешёл в «Лорьян», с которым заключил контракт сроком на четыре года, сумма трансфера составила около 5 млн евро. В своё единственном сезоне, проведённом в «Лорьяне», Айю сыграл 31 матч и забил 12 голов в чемпионате Франции.
27 июля 2015 года Айю перешёл в английскую «Астон Виллу», с которой заключил контракт сроком на пять лет. Тренер команды Тим Шервуд назвал Джордана «фантастическим молодым игроком, который прекрасно подходит для игры в Премьер-лиге». Сумма трансфера, по сведениям Sky Sports, составила 12 млн фунтов. В «Астон Вилле» Айю заменил ушедшего в «Ливерпуль» нападающего Кристиана Бентеке. В своём дебютном сезоне в Англии он сыграл 30 матчей, в которых отличился 7 забитыми голами. По итогам сезона 2015/2016 «Астон Вилла» покинула Премьер-лигу. Летом 2016 года неоднократно сообщалось об интересе ряда европейских клубов к Айю, однако 29 июля владелец клуба Тони Ся и новый главный тренер Роберто Ди Маттео заявили, что футболист остаётся в «Астон Вилле».
31 января 2017 года Айю перешёл в клуб английской Премьер-лиги «Суонси Сити», с которым заключил контракт на три с половиной года. «Астон Вилла» получила за своего игрока защитника Нила Тейлора и 5 млн фунтов.

## Выступления за сборную

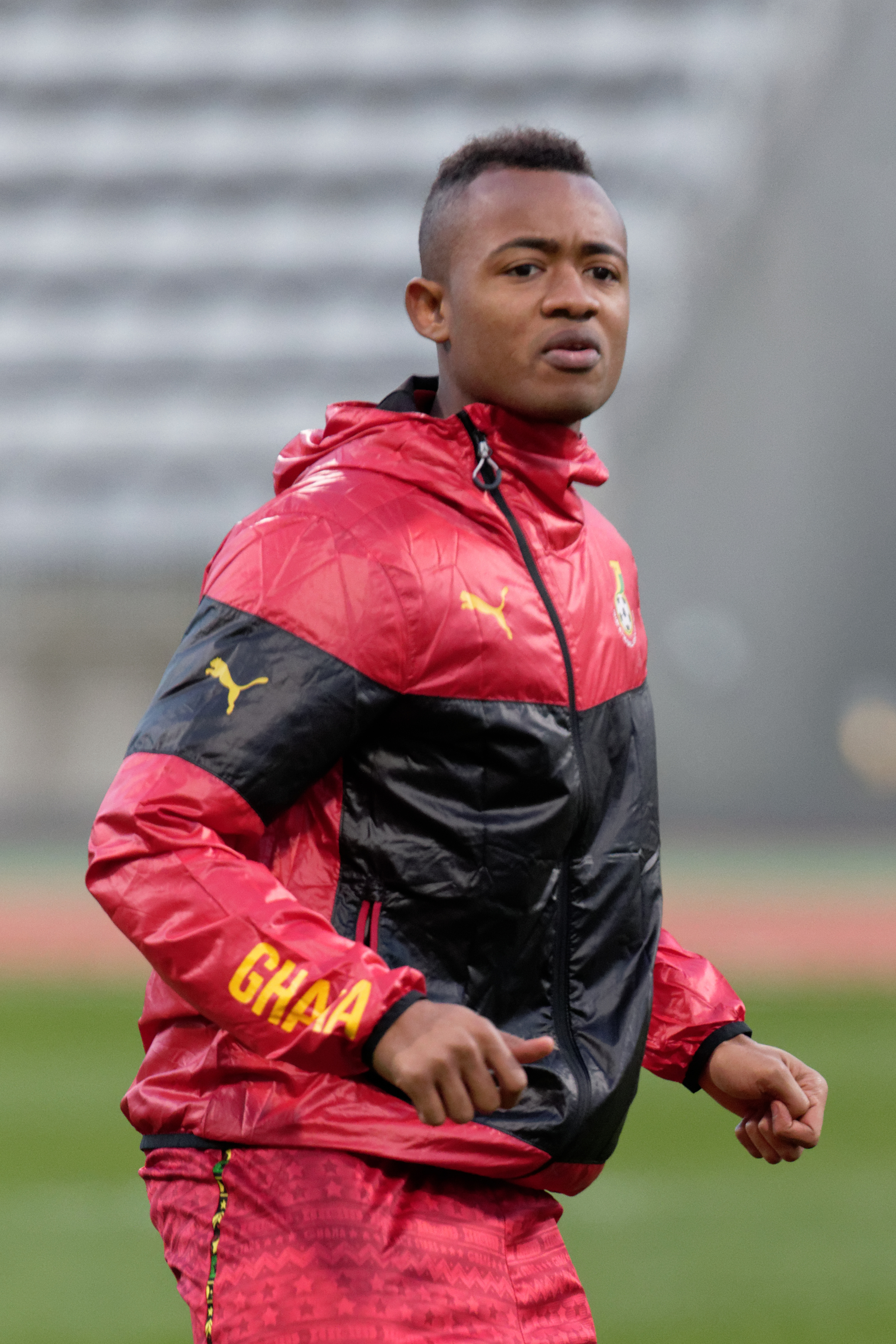
Джордан Айю в сборной Ганы, 2015 год

В составе национальной сборной Ганы Джордан Айю дебютировал 5 сентября 2010 года в матче отборочного турнира к Кубку африканских наций 2012 против команды Свазиленда, выйдя на замену вместо своего брата Андре. Айю был включён в заявку сборной на Кубок африканских наций 2012. На турнире он сыграл в четырёх матчах, в том числе в полуфинале и матче за третье место. Сборная Ганы заняла четвёртое место и осталась без медалей.
1 июня 2012 года Айю забил дважды в матче отборочного турнира к чемпионату мира 2014 со сборной Лесото, открыв счёт своим голам за сборную Ганы. Айю был включён в заявку сборной Ганы на чемпионат мира 2014 года. 9 июня 2014 года в последнем товарищеском матче перед стартом турнира, соперником в котором была сборная Республики Корея, Джордан сделал хет-трик. На чемпионате мира Айю принял участие во всех трёх матчах своей сборной, которая набрав лишь одно очко покинула турнир после группового этапа.
В составе сборной Ганы Айю участвовал в Кубке африканских наций 2015. Он сыграл пять матчей, в полуфинале отличился забитым голом. В финальном матче со сборной Кот-д’Ивуара Джордан вышел на замену во втором тайме, участвовал в послематчевой серии пенальти, свой удар реализовав. Однако сборная Ганы проиграла по пенальти со счётом 8:9, получив лишь серебряные медали турнира.
Летом 2019 года на Кубке африканских наций в Египте, Джордан был вызван в состав своей национальной сборной. В первом матче против Бенина он забил гол, а команды сыграли в ничью 2:2. В третьем матче вновь отличился голом в ворота Гвинеи-Бисау, а команда победила 2:0.
14 ноября 2022 года был включён в официальную заявку сборной Ганы для участия в матчах чемпионата мира 2022 года в Катаре.

## Семья
Джордан — сын футболиста Абеди Пеле и брат Андре Айю, Абдула Рахима Айю и Имани Айю, а также племянник Кваме Айю.

## Достижения
Олимпик (Марсель)
- Чемпион Франции: 2009/10
- Обладатель Кубка французской лиги: 2010/11
- Обладатель Суперкубка Франции: 2011
- Футболист года в Гане (1): 2020

## Статистика
| Клуб                     | Сезон                    | Национальный чемпионат   | Национальный чемпионат | Национальный чемпионат | Национальные кубки | Национальные кубки | Еврокубки | Еврокубки | Всего | Всего |
| Клуб                     | Сезон                    | Лига                     | Игры                   | Голы                   | Игры               | Голы               | Игры      | Голы      | Игры  | Голы  |
| ------------------------ | ------------------------ | ------------------------ | ---------------------- | ---------------------- | ------------------ | ------------------ | --------- | --------- | ----- | ----- |
| Олимпик (Марсель)        | 2009/10                  | Лига 1                   | 4                      | 1                      | 0                  | 0                  | 0         | 0         | 4     | 1     |
| Олимпик (Марсель)        | 2010/11                  | Лига 1                   | 22                     | 2                      | 4                  | 0                  | 3         | 0         | 29    | 2     |
| Олимпик (Марсель)        | 2011/12                  | Лига 1                   | 34                     | 3                      | 5                  | 4                  | 6         | 0         | 45    | 7     |
| Олимпик (Марсель)        | 2012/13                  | Лига 1                   | 35                     | 7                      | 3                  | 0                  | 9         | 3         | 47    | 10    |
| Олимпик (Марсель)        | 2013/14                  | Лига 1                   | 16                     | 1                      | 1                  | 0                  | 5         | 1         | 22    | 2     |
| Всего за «Олимпик»       | Всего за «Олимпик»       | Всего за «Олимпик»       | 111                    | 14                     | 13                 | 4                  | 23        | 4         | 147   | 22    |
| Сошо                     | 2013/14                  | Лига 1                   | 17                     | 5                      | 1                  | 0                  | 0         | 0         | 18    | 5     |
| Лорьян                   | 2014/15                  | Лига 1                   | 31                     | 12                     | 2                  | 1                  | 0         | 0         | 33    | 13    |
| Астон Вилла              | 2015/16                  | Премьер-лига             | 30                     | 7                      | 6                  | 0                  | 0         | 0         | 36    | 7     |
| Астон Вилла              | 2016/17                  | Чемпионшип               | 21                     | 2                      | 1                  | 1                  | 0         | 0         | 22    | 3     |
| Всего за «Астон Виллу»   | Всего за «Астон Виллу»   | Всего за «Астон Виллу»   | 51                     | 9                      | 7                  | 1                  | 0         | 0         | 58    | 10    |
| Суонси Сити              | 2016/17                  | Премьер-лига             | 14                     | 1                      | 0                  | 0                  | 0         | 0         | 14    | 1     |
| Суонси Сити              | 2017/18                  | Премьер-лига             | 36                     | 7                      | 7                  | 4                  | 0         | 0         | 43    | 11    |
| Всего за «Суонси Сити»   | Всего за «Суонси Сити»   | Всего за «Суонси Сити»   | 50                     | 8                      | 7                  | 4                  | 0         | 0         | 57    | 12    |
| Кристал Пэлас            | 2018/19                  | Премьер-лига             | 20                     | 1                      | 5                  | 1                  | 0         | 0         | 25    | 2     |
| Кристал Пэлас            | 2019/20                  | Премьер-лига             | 37                     | 9                      | 2                  | 0                  | 0         | 0         | 39    | 9     |
| Кристал Пэлас            | 2020/21                  | Премьер-лига             | 23                     | 1                      | 2                  | 0                  | 0         | 0         | 25    | 1     |
| Всего за «Кристал Пэлас» | Всего за «Кристал Пэлас» | Всего за «Кристал Пэлас» | 80                     | 11                     | 9                  | 1                  | 0         | 0         | 89    | 12    |
| Всего за карьеру         | Всего за карьеру         | Всего за карьеру         | 340                    | 59                     | 39                 | 11                 | 23        | 4         | 402   | 74    |